# Percy Nunn
Thomas Percy Nunn (Bristol, 28 de dezembro de 1870 – 12 de dezembro de 1944) foi um educador britânico, professor de educação de 1913 a 1936 no Instituto de Educação do University College London.

## Vida
Estudou no Bristol University College. Obteve o bacharelado em 1895.
Foi palestrante convidado do Congresso Internacional de Matemáticos em Cambridge (1912).

## Publicações selecionadas
- The teaching of algebra (including trigonometry). [S.l.: s.n.] 1914
- Education: its data and first principles. [S.l.: s.n.] 1920
- Relativity and gravitation: an elementary treatise upon Einstein's theory. [S.l.: s.n.] 1923[2]